# Luz (álbum de No Te Va Gustar)
Luz es el undécimo álbum de estudio de la banda uruguaya No Te Va Gustar. Fue publicado el 7 de mayo de 2021 a través de Elefante Blanco.

## Antecedentes
En diciembre de 2020, la banda confirmó que había comenzado a trabajar en su décimo álbum de estudio, reveló el título del álbum, Luz, y anunció a «No te imaginás» como el primer sencillo de su siguiente álbum. Por otro lado, Luz es el primer disco sin el percusionista Gonzalo "Japo" Castex, músico que formaba parte de la formación original de la banda, quién decidió abandonar el grupo tras una decisión personal.

## Grabación
La banda tenía previsto comenzar la grabación de su siguiente entre gira y giras como de costumbre, según el 

## Recepción

### Crítica
Sebastián Chaves de Rolling Stone Argentina le otorgó una puntuación de 3/5.

## Listado de canciones
| N.º   | Título                        | Duración |  |
| 1.    | «La rama»                     | 4:13     |  |
| 2.    | «Como un animal»              | 3:49     |  |
| 3.    | «Mi ausencia»                 | 4:32     |  |
| 4.    | «Josefina»                    | 2:40     |  |
| 5.    | «Venganza» (con Nicki Nicole) | 3:24     |  |
| 6.    | «Dejo atrás»                  | 3:41     |  |
| 7.    | «No te imaginás»              | 3:31     |  |
| 8.    | «Mejor callar»                | 3:55     |  |
| 9.    | «Austro» (con Ricardo Mollo)  | 4:17     |  |
| 10.   | «Debí»                        | 3:03     |  |
| 11.   | «Con las ganas»               | 3:44     |  |
| 12.   | «Yendo»                       | 4:11     |  |
| 45:12 |                               |          |  |

## Logros y reconocimientos
A continuación se muestra una tabla con algunos premios y nominaciones que obtuvo la era Luz:
| Año  | Trabajo nominado              | Premios                | Categoría             | Resultado | Ref.  |
| ---- | ----------------------------- | ---------------------- | --------------------- | --------- | ----- |
| 2020 | Luz                           | Premios Grammy Latinos | Mejor Álbum de Rock   | Nominado  | [ 5 ] |
| 2020 | «Venganza» (con Nicki Nicole) | Premios Grammy Latinos | Mejor Canción de Rock | Nominado  | [ 5 ] |

## Posicionamiento en listas
| Listas (2021) | Mejor posición |
| ------------- | -------------- |
| Uruguay (CUD) | 1              |